# Saleka
Saleka Shyamalan (Bryn Mawr, Pensilvania, 1 de agosto de 1996), mejor conocida simplemente como Saleka, es una cantante, compositora y actriz estadounidense. Es hija del director M. Night Shyamalan, y fue elegida para interpretar a la estrella pop ficticia Lady Raven en su película de terror y suspenso La trampa (2024). Como cantante, ha interpretado canciones para proyectos de su padre, como la serie de Apple TV+ Servant (2019-2023) y sus películas Old (2021) y La trampa (2024), y también lanzó su primer álbum de estudio Seance (2023).

## Biografía
Saleka es la hija mayor del cineasta M. Night Shyamalan. Ella y sus hermanas crecieron viendo películas de terror.
Saleka estudió piano clásico cuando era niña, pero decidió dedicarse al canto y a la composición de canciones. Estudió Artes Literarias y Música en la Universidad Brown.

## Carrera
Saleka ha abierto conciertos para artistas como Boyz II Men, Baby Rose y Summer Walker. Tras el lanzamiento de su sencillo debut, "Clarity", en septiembre de 2020, Refinery29 calificó a Saleka como "una nueva artista a tener en cuenta". Saleka colabora frecuentemente con su hermana menor, Ishana, quien ha dirigido la mayoría de sus videos musicales.
Su álbum debut, Seance, fue lanzado a finales de 2022. Saleka grabó la mayor parte de Seance en los estudios MilkBoy en Filadelfia.
En 2021, Saleka lanzó el sencillo "The Sky Cries" para la segunda temporada de Servant. El vídeo musical del sencillo fue dirigido por su padre, M. Night Shyamalan. Lanzó tres canciones más para la tercera temporada de la serie. Las cuatro canciones fueron recopiladas en un EP, lanzado el 25 de marzo de 2022. Dentro del canon del programa, se dice que las canciones de Saleka son de la intérprete nunca vista del programa, Vivian Dale, quien murió trágicamente.
En junio de 2022, Giveon anunció a Saleka como uno de los cuatro actos de apoyo para su gira norteamericana Give or Take Tour entre agosto y septiembre de 2022.
Saleka hizo su debut actoral en la película de su padre, La trampa (2024), para la que también escribió catorce canciones. Su álbum de banda sonora para la película, Lady Raven, se lanzó el 2 de agosto de 2024.

## Discografía

### Álbumes de estudio
| Título     | Detalles del álbum                                                                        |
| ---------- | ----------------------------------------------------------------------------------------- |
| Seance     | - Fecha de lanzamiento: 19 de mayo de 2023 - Etiqueta: Independiente - Formato: Streaming |
| Lady Raven | - Fecha de lanzamiento: 2 de agosto de 2024 - Etiqueta: Columbia - Formato: Streaming     |

### Extended plays
| Título                                                                                    | Detalles del EP                                                                                                  |
| ----------------------------------------------------------------------------------------- | --- |
| Servant: Songs from the Attic (Music from the Apple TV+ Original Series)                  | - Fecha de lanzamiento: 25 de marzo de 2022 - Etiqueta: Lakeshore Records - Formato: Descarga digital, streaming |
| Servant: Songs from the Attic (Deluxe Edition) [Music from the Apple TV+ Original Series] | - Fecha de lanzamiento: 17 de marzo de 2023 - Etiqueta: Lakeshore Records - Formato: Descarga digital, streaming |

### Sencillos
| Título           | Año  | Álbum                                                                            |
| ---------------- | ---- | -------------------------------------------------------------------------------- |
| "Clarity"        | 2020 | Seance                                                                           |
| "Mr. Incredible" | 2020 | Seance                                                                           |
| "Graffiti"       | 2021 | Seance                                                                           |
| "The Sky Cries"  | 2021 | Servant: Songs from the Attic and Servant: Songs from the Attic (Deluxe Edition) |
| "Remain"         | 2021 | Old (Original Motion Picture Soundtrack)                                         |
| "How Many"       | 2021 | Seance                                                                           |
| "Seance"         | 2022 | Seance                                                                           |
| "Red Eyes"       | 2022 | Seance                                                                           |
| "Echo"           | 2022 | Seance                                                                           |
| "Release"        | 2024 | Lady Raven                                                                       |

### Videos musicales
| Título                   | Año  | Director(es)            |
| ------------------------ | ---- | ----------------------- |
| "Clarity"                | 2020 | Ishana Night Shyamalan  |
| "Mr. Incredible"         | 2020 | Ishana Night Shyamalan  |
| "Grafitti"               | 2021 | Ishana Night Shyamalan  |
| "The Sky Cries"          | 2021 | M. Night Shyamalan      |
| "How Many" (Lyric video) | 2021 | Rafael "Rafatoon" Pérez |
| "Seance"                 | 2022 | Ishana Night Shyamalan  |
| "Red Eyes" (Lyric video) | 2022 | Kevin Canales           |

## Filmografía
| Año  | Título    | Papel      |
| ---- | --------- | ---------- |
| 2024 | La trampa | Lady Raven |